# قطعه اس‌تی
در نوار قلبی، قطعه اس‌تی مجموعه امواج کیوآراِس و موج تی را به هم متصل می‌کند و مدت زمان آن بین تا ۱۵۰ هزارم ثانیه است.
قطعه اس‌تی نشان دهنده دوره ایزوالکتریکی است که بطن‌ها بین دپلاریزاسیون و رپلاریزاسیون قرار دارند.

## تفسیر
- قطعه اس‌تی طبیعی اندکی تحدب به سمت بالا دارد.
- قطعات اس‌تی تخت، شیب دار یا کاودار می‌توانند مبین کمخونی عروق تاجی باشد.
- ارتفاع بیش از یک میلی‌متر و بیشتر از ۸۰ میلی ثانیه اس‌تی ممکن است مبین فلج کامل یک عضله قلب باشد.[۱]
- افتادگی اس‌تی ممکن است مبین فلج وجه درونی یک عضله قلب، افت پتاسیم یا مسمومیت دیگوکسین باشد.[۲]